# Torre de telecomunicaciones de Catarroja
La torre de telecomunicaciones de Catarroja es una torre de telecomunicaciones de 112 metros de altura situada en Catarroja, España, en el área metropolitana de Valencia. Es propiedad de Telefónica.
La torre, construida en hormigón visto, cuenta con diez plataformas circulares, ubicadas a intervalos de 5 metros a partir de los 35 metros de altura, destinadas a las antenas parabólicas para comunicaciones. En la séptima plataforma se encuentra una sala circular acristalada, que originalmente albergaba equipos y una sala de control. Aunque la torre se construyó como soporte para las comunicaciones por satélite, los cambios tecnológicos y las necesidades del sector hicieron que se terminara sin un uso específico. Actualmente, se utiliza como estación base para telefonía móvil y comunicación por radio-enlace.
Junto a la torre se proyectó durante los años de la burbuja inmobiliaria un PAI que pretendía albergar 13.000 nuevas viviendas. 